# WarioWare Gold
 (octobre 2021).
Améliorez-le ou discutez des points à vérifier. 
WarioWare Gold (Made in Wario Gorgeous, メイド イン ワリオ　ゴージャス Meido in Wario Gōjasu au Japon) est un jeu vidéo d'action et de rythme développé et édité par Nintendo sorti en 2018 sur Nintendo 3DS. Il met en scène Wario, créant un jeu vidéo pour se faire plein d'argent. Il appelle ses amis pour lui créer des jeux délirants. C'est le premier jeu Wario possédant un doublage français.
Le jeu a été annoncé dans le Nintendo Direct du 8 mars 2018.

## Trame
Une nuit, Wario vole un vase précieux dans une ville voisine appelée Luxeville. En rentrant chez lui, il s'aperçoit qu'il n'a plus d'argent. Juste à ce moment, Ben, un journaliste, parle d'un jeu vidéo qui se vend comme des petits pains. Wario ne perd pas de temps pour appeler tous ses amis pour lui créer plein de micro-jeux. Il crée ainsi le plus grand tournoi de jeu vidéo « de tous les temps » à Diamant Ville. L'inscription coûte 10 000 pièces mais il est possible d'en gagner 10 millions. Wario n'a plus qu'à attendre d'empocher tout son argent. Le joueur participe ainsi à ce tournoi en jouant aux différentes ligues de la coupe Wario.
En parallèle, une jeune fille de Luxeville prénommée Lulu tente de récupérer le vase à Wario, mais se laisse distraire par différents éléments (un arc-en-ciel créé par son pistolet à eau, ou encore un petit chien avec qui elle mange et fait la sieste).

## Système de jeu
Le jeu se compose essentiellement d'un enchaînement de micro-jeux absurdes. Un mot ou une phrase apparaît à l'écran pour informer le joueur de sa « mission », et le joueur a alors jusqu'à 5 secondes pour atteindre l'objectif. Au fil des niveaux, la difficulté et la vitesse augmentent, afin d'éprouver le joueur. Si le joueur ne réussit pas le micro-jeu, il perd une vie; s’il perd 4 vies, le joueur a alors perdu. Après avoir passé un certain nombre de micro-jeux, le joueur doit réussir un micro-jeu généralement plus long et plus dur que la moyenne : ce sont les niveaux des boss, qui lui fera terminer le jeu s'il le réussit pour la première fois ou lui fera gagner une vie les autres fois. S'il ne le bat pas, il perd une vie et, s'il n'a pas encore réussi une fois, le jeu lui remettra le boss ; sinon, le jeu fera comme si rien n'était et passera à la suite.
Selon les micro-jeux, on utilise la croix directionnelle et/ou le bouton A, le gyroscope (on bouge la console) avec ou sans le bouton A, le stylet (on touche l'écran tactile), ou encore on souffle sur le microphone de la console. Le jeu a eu droit à un doublage français, une première pour la série.

### Ligues
La campagne principale est d'abord divisée en trois ligues, chacune centrée sur un des trois principaux modes de contrôle du jeu (les boutons pour la Ligue Pouce-Pouce, le gyroscope pour la Ligue Gyro-Gyro et l'écran tactile pour la Ligue Touche-Touche).
Wario ouvre chaque ligue par un tutoriel de 7 micro-jeux centrés sur sa personne, puis chaque ligue se poursuit sur quatre sections, chacune organisée par un ou plusieurs des employés, centrées sur le Sport, la Vie quotidienne, le Fantastique, ou les jeux et jouets Nintendo. Si les thématiques sont dans un ordre prédéfini, il n'est pas obligatoire de finir une ligue pour en commencer une autre.
Une fois ces trois défis achevées, Wario ouvre la quatrième et dernière ligue, la Ligue Ultra, qui regroupe les thématiques par paire et réunit les trois types de contrôle tout en rajoutant le micro.

#### Ligue Pouce-Pouce
La Ligue Pouce-Pouce nécessite l'usage de la croix directionnelle et/ou du bouton A.
Jimmy T. organise la section Sport de la Ligue Pouce-Pouce. Après qu'un chat se cache dans sa perruque, deux jeunes femmes, Amy et Mimi, remarquent le petit animal et souhaitent le photographier. Jimmy T., qui n'a pas remarqué le chat, prend alors la pose pour ses deux "admiratrices" pendant que le joueur complète ses micro-jeux. Jimmy T. est surpris lorsqu'Amy et Mimi envoie leurs photos, mais lui-même amoureux des chats, il emmène son compagnon félin dans sa perruque.
Mona s'occupe de la section Vie quotidienne de la Ligue Pouce-Pouce. Elle cherche à se faire une nouvelle garde-robe pour une fête, demande pour cela des conseils à son patron Joe (qui est très flatté que sa jeune employée le complimente sur son style) et essaie plusieurs tenues : le joueur l’aide en réussissant ses micro-jeux. Une fois sa garde-robe refaite, Mona propose d'inviter Joe à la fête, ce qui le distrait pendant quelques secondes... durant lesquelles Mona se rend compte qu'elle est en retard et part seule sur son scooter, au grand désarroi de Joe.
Dribble et Spitz se chargent de la section Fantastique de la Ligue Pouce-Pouce. Alors qu'ils conduisent leur taxi dans l'espace, ils se retrouvent au beau milieu d'une bataille spatiale. Si Spitz conseille à Dribble de rester calme, un vaisseau leur tire dessus et manque de les tuer : le chat explose alors de colère et sort le bazooka pour faire payer aux vaisseaux spatiaux la monnaie de leur pièce, la survie des deux compères dépendant de la réussite du joueur à leurs micro-jeux. Après cette bataille intense, Spitz explique l’importance du self-control à Dribble... qui reste médusé par l’hypocrisie de son copilote, et tous deux décident de rentrer sur Terre.
5-Volt clôt la Ligue Pouce-Pouce par la section Nintendo. Alors qu'elle se demande quel dîner elle peut bien préparer, une publicité de M. Brillant la convainc d'acheter une poêle à frire dernier cri (qui semble réaliser les souhaits les plus chers de n’importe quel parent), mais cet accessoire demande une grande force physique et donc de faire de la musculation : M. Brillant ouvre alors une séance de musculation télévisuelle et 5-Volt le suit, une louche et une spatule à la main, durant sa session de micro-jeux. Une fois 9-Volt et Fronk rentrés, elle prépare le repas avec sa nouvelle poêle à frire, mais 9-Volt échappe sa 3DS sous un meuble : pour la récupérer, 5-Volt met en pratique ce qu’elle a appris durant la séance de muscu et soulève le buffet d’un seul bras, ce qui laisse son fils époustouflé.

#### Ligue Gyro-Gyro
La Ligue Gyro-Gyro demande d'utiliser le gyroscope, mais aussi le bouton A pour certains micro-jeux.
Ashley et Red organisent la section Fantastique de la Ligue Gyro-Gyro. Après que la petite sorcière a réussi à invoquer le démon Gargouillis, ce dernier lui explique (par l'intermédiaire de Red, qui traduit pour Ashley et le joueur) que le Lord Mord Effaim, un démon éternellement affamé, a mangé toute sa nourriture et qu'il faut quelqu'un pour lui régler son compte : Ashley accepte et part combattre le démon sur le dos de Red (transformé en balai magique), la victoire dépendant de la réussite du joueur à leurs micro-jeux. Une fois ceux-ci réussis, Ashley et Red retournent voir le démon Gargouillis et lui annoncent que le Lord Mord Effaim est redevenu doux comme un agneau.
Le Dr. Crygor s'occupe de la section Sport de la Ligue Gyro-Gyro. Alors qu'il cherche des champignons dans une forêt hantée avec son robot karaoké Mike, ce dernier lui fait part de fréquences paranormales, ce qui inquiète grandement son créateur. Ils tombent ensuite sur Doris 01, un robot de ménage abandonné par son créateur... le Dr. Crygor, ce qu'il avait oublié. Énervée par cet affront, Doris 01 poursuit son créateur dans la forêt avec un balai pendant que le joueur complète les micro-jeux pour lui sauver la vie. Une fois sauvé, le Dr. Crygor accueille Doris 01 dans son labo, pensant qu'elle était le fantôme, mais elle annonce qu'elle n'avait jamais attaqué personne auparavant et donc qu'un fantôme existe bel et bien dans la forêt. Le docteur demande à Mike de le réaccompagner pour récupérer les champignons, ce qu'il refuse.
18-Volt se charge de la section Nintendo de la Ligue Gyro-Gyro. Voyant un enfant prénommé Ludo pleurer, il lui demande ce qui ne va pas : celui-ci lui explique que 13-Amp, une rappeuse en herbe, lui a volé sa 3DS. Afin d'aider cet enfant, 18-Volt défie la jeune fille dans une bataille de rap dont la réussite aux micro-jeux déterminera l'issue. Une fois la bataille remportée et la console rendue à Ludo, 13-Amp complimente 18-Volt, pensant que c'est un lycéen... ce à quoi il lui rétorque qu'il a en réalité 9 ans.
Penny clôt la Ligue Gyro-Gyro par la section Vie quotidienne. Après avoir mis au point un "élixir de variation vocale" pour modifier sa voix afin de devenir une popstar, elle demande à son grand-père, le Dr. Crygor, de tester son sérum, ce qui l'empoisonne gravement. Penny lui donne alors son antidote dont l'efficacité dépendra de la réussite du joueur à ses micro-jeux. Une fois guéri, le Dr. Crygor conseille à sa petite-fille de retravailler le goût de son élixir et lui demande de lui rendre sa voix normale... sauf que Penny n'a pas concocté de contre-élixir.

#### Ligue Touche-Touche
La Ligue Touche-Touche requiert le seul usage de l'écran tactile.
Kat et Ana organisent la section Vie quotidienne de la Ligue Touche-Touche. Alors que les jumelles cherchent l'examen de ninja, elles tombent sur Madame Bonnechaire (qui somnole) et passent un examen où elles doivent manger le plus possible, leur réussite dépendant de celle du joueur lors de leurs micro-jeux. Une fois ceux-ci réussis, Madame Bonnechaire annonce à Kat et Ana qu'elles ont réussi l'examen... de "gloutonnes deuxième dan", et que l'examen de ninja se déroulait à côté, mais que Matt le ninja, leur examinateur, avait une envie pressante au moment de les recevoir ; les jumelles doivent donc passer cet examen alors même qu'elles doivent digérer tout ce qu’elles ont avalé.
9-Volt s'occupe de la section Nintendo de la Ligue Touche-Touche. Alors qu'il appréhende son cours de mathématiques, Fronk l'aide en lui présentant les problèmes comme des combats de RPG durant lesquels il doit compter la puissance des attaques et les points de vie perdus lors de ces attaques. 9-Volt est alors enthousiaste à l'idée de compléter ses problèmes, ce à quoi le joueur l'aide en réussissant ses micro-jeux. Heureux d'avoir enfin réussi ses problèmes, 9-Volt propose à Fronk son dessert, ce que ce dernier refuse poliment car cela pourrait mettre sa santé en danger, lui qui a déjà... un an.
Young Cricket et Master Mantis se chargent de la section Sport de la Ligue Touche-Touche. Le vieux maître emmène son jeune apprenti pour une session d'entraînement... dans un parc d'attractions. Voyant le scepticisme de son élève, Master Mantis le convainc que derrière ces divertissements se cachent des épreuves dont seuls des experts du kung-fu peuvent déceler la vraie nature ; naïf, Young Cricket le croit sur parole et suit son maître sur l'épreuve des étalons furieux, plus connue sous le nom de... carrousel, pendant que le joueur complète leurs micro-jeux. Une fois cette terrible épreuve réussie, Master Mantis demande à Young Cricket de se préparer pour l'épreuve de la grande roue, non sans d'abord ramener à l'accueil Lulu (agrippée à son bras), le vieux maître pensant qu'elle a perdu ses parents dans le parc.
Orbulon clôt la Ligue Touche-Touche par la section Fantastique. Fasciné par la "nourriture terrienne", il commande à plusieurs reprises à Monstroburger, mais au moment où il commande des mégaburgers, le vendeur prénommé Danny lui annonce qu'ils sont en rupture de stock. Orbulon annonce qu'il va ramener des porcs afin que Danny puisse en faire des burgers : il utilise alors sa soucoupe pour voler des porcs dans des champs pendant que le joueur complète ses micro-jeux. Une fois les porcs ramassés, Orbulon les emmène à Danny, mais ce dernier lui explique qu'on ne peut pas emmener des porcs pour en faire des burgers si facilement et lui demande de ramener les porcs où il les a trouvés...

#### Ligue Ultra
Une fois les trois précédentes ligues complétées, Wario annonce au joueur la Ligue Ultra dans laquelle les thématiques et les contrôles se mélangent, mais aussi où la difficulté est revue à la hausse. C'est également là qu'entrent en scène Mike pour des micro-jeux focalisés sur le micro de la 3DS et Fronk pour des micro-jeux encore plus courts poussant les facultés d'improvisation du joueur dans ses derniers retranchements.
Jimmy T. ouvre la Ligue Ultra sur l'Équipe Disco, une session regroupant les micro-jeux de Sport et de Vie quotidienne. Alors que Joe compte fermer son club de danse vide de monde, Jimmy T. réunit tous les personnages ayant travaillé sur les deux thématiques susmentionnées et l'aident à faire venir du monde : Mona et Young Cricket attirent du monde en dansant, Kat et Ana amènent de la nourriture qui ramène également du monde, Dr. Crygor danse à son tour... et fait partir tout le monde, Master Mantis glace la salle par ses propres mouvements, et Penny fait revenir tout le monde en chantant. Le joueur est aussi invité à la fête par l'intermédiaire des micro-jeux. Une fois ces derniers complétés, la fête bat son plein, et Joe semble médusé que son club puisse de nouveau attirer du monde.
5-Volt poursuit la Ligue Ultra sur l'Équipe Barbecue, une session regroupant les micro-jeux sur le Fantastique et Nintendo. Elle réunit tous les personnages ayant travaillé sur ces deux thématiques pour un pique-nique sur le camping Péridot et 9-Volt, prêt à se mettre aux fourneaux, demande ce que chacun a emmené pour l'occasion : il montre les saucisses, 18-Volt des légumes, Spitz des cuisses de poulet et Dribble des guimauves ; en revanche, Orbulon a apporté... des carottes cosmiques (qui s'évaporent à la cuisson), Red des huîtres d'outre-monde (qui explosent) et Ashley une racine de mandragore (au cri mortel pour qui a le malheur de l'entendre), ce qui terrifie Red et donne à Spitz l'idée saugrenue de lui faire peur. Si le barbecue ne s'annonce pas très florissant, le jeu de cartes fait l'unanimité, et le joueur est également invité par le biais de micro-jeux. Une fois cette session terminée, tout le monde semble extatique à l'idée de refaire un événement comme celui-ci.
La Ligue Ultra est close par Wario qui refuse de donner le prix promis et met sur sa tête le vase qu'il a volé au début du jeu. Il devient Wario Deluxe, monte au bord d'une montgolfière et défie le joueur dans des micro-jeux intenses. Au début plutôt partial, Wario dissimule ensuite les contrôles du micro-jeu afin de faire perdre le joueur, mais Lulu intervient pour l'aider et arracher à Wario sa couronne improvisée.

### Défis
Outre les sessions spécifiques aux personnages, de nouveaux défis de complétion de micro-jeux sont disponibles et apportent plus de variété aux modes classiques.

#### Tout mélangé
Le joueur commence avec quatre vies et enchaîne les micro-jeux au hasard (à l'exception des micro-jeux boss). Tout comme le stage Wario Deluxe, il est possible que les contrôles ne soient pas indiqués.

#### Mort subite
Les micro-jeux commencent à la difficulté maximale et le joueur n'a qu'une vie.

#### Super difficile
Les micro-jeux sont mélangés et si le joueur retrouve quatre vies, il commence à une vitesse déjà élevée.

#### Wario Watch
Au lieu d'un système de vie et d'un timer spécifique aux micro-jeux, un chronomètre global commence à 20 secondes : si le chrono arrive à zéro, la partie est perdue ; le joueur peut juste gagner du temps (jusqu’à 30 secondes sur le chrono) en remportant les micro-jeux.

#### Gamer furtif
9-Volt joue sur sa console pendant la nuit et doit éviter d'être repéré par sa mère, 5-Volt, qui s'inquiète qu'il joue si tard. Si les trois premiers niveaux requièrent un score pour gagner, dans le dernier niveau "Infini", il est uniquement possible d'obtenir un score élevé avant de perdre de trois façons : être repéré par 5-Volt qui use et abuse de stratagèmes toujours plus sournois pour coincer son fils, épuiser la barre de vie de 9-Volt en se cachant inutilement et le faisant s'endormir, ou plus simplement perdre toutes ses vies sur les micro-jeux.

#### Wario s'en mêle
Wario Deluxe use et abuse de distractions (qui changent tous les trois micro-jeux) afin de faire échouer le joueur.

#### Contre-la-montre
Le joueur doit compléter 15 micro-jeux le plus vite possible pour faire gagner Dribble et Spitz à une course de voitures. En tournant la console en avant ou en arrière, le joueur peut accélérer ou ralentir les micro-jeux.

#### Non-stop
Dans ce mode de jeu, Kat fait remplir des micro-jeux sur l'écran supérieur et Ana fait de même sur l'écran inférieur. Véritable épreuve d'endurance, les micro-jeux s'enchaînent sans transition jusqu'à ce que le joueur perde toutes ses vies.

#### Mode duel
Jouable à deux, chaque joueur complète le même micro-jeu de son côté. La partie est terminée lorsqu'un des deux joueurs a perdu toutes ses vies.

### Souvenirs
Le jeu comprend de nombreux bonus, et parmi eux, il est possible d'utiliser les Amiibo pour que Wario dessine le personnage. Wario les dessine n'importe comment et, à chaque fois, un spécialiste d'art vient stupidement acheter ces œuvres et donne des pièces. On ne peut le faire qu'un nombre limité par jour car ensuite, Wario demande qu'on le laisse tranquille.

## Distribution

### Voix originales
- Charles Martinet : Wario
- Alejandra Cazares : Lulu
- Stephanie Sheh : Mona, Kat, Amy
- Vegas Trip : Jimmy T
- Fryda Wolff : Ana, Penny, Doris 01
- Kyle Hebert : Dribble, Dr. Crygor, Joe, M. Brillant
- Griffin Puatu : Spitz
- Robbie Daymond : Mike, Young Cricket, Orbulon
- Melissa Hutchison : 9-Volt
- Edward Bosco : 18-Volt
- Cristina Vee : 5-Volt, 13-Amp
- Erica Lindbeck : Ashley, Mimi
- Tyler Shamy : Red
- Owen Thomas : Master Mantis, Danny
- Todd Haberkorn : Fronk, Matt le ninja

### Voix françaises
- Frédéric Souterelle : Wario, Dribble, Joe
- Nelly Rebibo : Lulu, Penny, 9-Volt, Red, 13-Amp
- Geneviève Doang : Mona, Kat, Ana, Mimi
- Emmanuel Bonami : Jimmy-T
- Franck Sportis : 18-Volt, Mike, Orbulon, M. Brillant, Gargouillis
- Donald Reignoux : Young Cricket, Ben, Spitz, Matt le ninja
- Martial Le Minoux : Fronk, Dr. Crygor, Mantis, Danny
- Raphaëlle Valenti : 5-Volt, Ashley, Doris 01, Amy

## Accueil
La presse spécialisée a bien accueilli le jeu mais a notamment critiqué le doublage trop présent.